# 晴神星
晴神星（132 Aethra）是編號132的小行星，位于小行星帶。其軌道橢圓，有時甚至進入火星軌道以內。是第一顆被發現的火星軌道穿越小行星。
由于最初的观测弧只有22天，晴神星在1873年到1922年间没能被观测到，被列入迷踪小行星。
其亮度的變化提示該星具有狹長和不規則的形狀。
詹姆斯·克雷格·沃森於由希臘神話中的忒修斯之母埃特拉命名。